# Zygmunt Wisłouch
Zygmunt Wisłouch ps. „Szumski" (ur. 3 sierpnia 1918 w Stanisławowie, zm. 12 kwietnia 2005) – polski dowódca plutonu, żołnierz Armii Krajowej, uczestnik powstania warszawskiego.

## Życiorys
Syn Władysława i Heleny. Od jesieni 1943 jako plutonowy podchorąży, dowódca plutonu 229, zaś od 1944 plutonu 230 9 kompanii dywersyjnej Obwodu Żoliborz AK.
Od 1 sierpnia 1944 uczestnik powstania warszawskiego w Zgrupowaniu „Żniwiarz”. 3 sierpnia, jako dowódca plutonu został ciężko ranny. Ponownie objął dowództwo 28 sierpnia, które pełnił do 29 września, gdy znów został ranny. 27 września 1944 z rozkazu Dowódcy AK mianowany podporucznikiem czasu wojny. Po kapitulacji przebywał w niewoli. 
Z rozkazu dowódcy AK z dnia 30 września 1944, był odznaczony Krzyżem Srebrnym Orderu Wojennego Virtuti Militari, oraz Krzyżem Walecznych.